# Waabs
Waabs (en danois: Vabs et Vabenæs) est une commune de l'arrondissement de Rendsburg-Eckernförde, Land de Schleswig-Holstein.

## Géographie
La commune se situe à 10 km au nord-est d'Eckernförde, le long de la baie, dans la presqu'île de Schwansen. À l'ouest passe la Bundesstraße 203 entre Eckernförde et Kappeln.
Le territoire de la commune comprend 12 km de plage naturelle, incluant l'Aassee.
La commune regroupe les villages de Kleinwaabs, Großwaabs et Langholz et les quartiers d'Aschenberg, Booknis, Hökholz, Hülsenhain, Karlsminde, Lehmberg, Ludwigsburg, Neuschlag, Sophienhof, Ritenrade, Rothensande et Waabshof.

## Histoire
Les premières traces d'habitations sont la présence de mégalithes datant du Néolithique comme le tumulus de Waabs-Karlsminde long de 57 m, le mur de Rothensande et les dolmens de Langholz et de Sophienhof.
La première mention de Waabs date de 1382 sous le nom de "groten Wopensee", puis "Wapenisse" (1462), "Wapendsee" (1481) et "Waabskirch" (1641).
Le manoir de Ludwigsburg
Le manoir du domaine de Kohøved (son nom d'origine) est construit à la place d'un ancien château-fort médiéval. Il devait être un fief épiscopal avec un manoir et un village, en 1396 il est mentionné comme la propriété d'un chevalier. Au XVIIIe siècle, il est acheté par Friedrich Ludwig von Dehn. Il fait construire un manoir et des jardins baroques. Aujourd'hui, il accueille un haras.
L'église Sainte-Marie
L'église actuelle a un clocher bâti à la fin du XVIe siècle et une nef voûtée en 1608 à partir de pierres de l'ancienne église gothique. Elle abrite de nombreuses œuvres d'art de l'époque gothique. Elle comprend aussi des œuvres et mobilier du temps de sa reconstruction. L'orgue est du XVIIe siècle.

## Personnalités liées à la commune
- Robert Kappel (né en 1946), économiste.
- Gustav Carl Liebig (1930-2007), officier de marine.